# Maru
Maru (まる, en japonés: círculo o redondo) es un gato japonés de la raza Scottish Fold muy popular en las redes sociales. Sus videos se han visto aproximadamente 341 millones de veces, lo que le convierte en el animal individual con más visionados según el libro Guinness de los récords. A Maru se lo ha mencionado a menudo en distintos medios de comunicación al hablar de «celebridades de Internet». Su amo, cuya cara y voz no salen en los videos, los sube a la cuenta «mugumogu» y les incluye descripciones en inglés y en japonés.
Entertainment Weekly mencionó a Maru, junto a Keyboard Cat y Nora en su artículo "Notable Kitty Videos". The New York Times mencionó a Maru en un artículo sobre gatos y perros en los medios e incluyó algunas fotografías del gato. Hasta marzo de 2011 su canal en YouTube era el #9 en cantidad de suscripciones en Japón, y el #11 más visto en dicho país.
no confundas a marrrrzzz con el gato Maru :"v

## Publicaciones
Un libro y un DVD (ambos en inglés y japonés) titulados "I am Maru" ("Soy Maru") fue lanzado en Japón en septiembre de 2009
Se publicó otro DVD Maru Desu en febrero de 2011.